# ممالك أوروبا

خريطة أوروبا توضح جمهوريات القارة (بالأزرق)، والممالك (بالأحمر).

هناك (12) مملكة سيادية حالية بأوروبا: إمارة أندورا، مملكة بلجيكا، مملكة الدنمارك، إمارة ليختنشتاين، دوقية لوكسمبورغ العظمى، إمارة موناكو، مملكة الأراضي المنخفضة، مملكة النرويج، مملكة أسبانيا، مملكة السويد، المملكة المتحدة لبريطانيا العظمى وشمالي أيرلندا ودولة مدينة الفاتيكان. عشرة من هذه الدول يرث فيها رأس الدولة (الملك) منصبه، وعادةً ما يحافظ عليه مدى الحياة أو حتى التنازل عن العرش. أما بالنسبة للدولتين الأخريين: في مدينة الفاتيكان (وهي ملكية انتخابية، على غرار ملكية مطلقة ثيوقراطية)، فإن رئيس الدولة (الذي هو البابا)، ويتم انتخاب في المجمع المغلق، بينما في أندورا (تقنيا الحكومة الثنائية شبه اختيارية)، ورؤساء المشترك للدولة وانتخب رئيس الجمهورية الفرنسية وأبرشية أورغل، المعين من قبل البابا.

## خلفية تاريخية

### النشأة
نشأ مفهوم الملكية في أوروبا بشكل أساسي في أنظمة ملكية قبلية في عصر ما قبل التاريخ الأوروبي. شكلت الحضارة المينوية (3200 ق.م - 1400 ق.م) والحضارة الموكيانية (1600 ق.م - 1100 ق.م) أقدم الأمثلة على الممالك في فجر التاريخ اليوناني. وبفضل فك رموز المخطوط ب في عام 1952، اكتسبت الكثير من المعرفة عن المجتمع في الممالك الموكيانية حيث عمل الملوك على قيادة اقتصاديات البلاط. تغير دور الملوك في العصور المظلمة اليونانية اللاحقة (1100 ق.م - 750 ق.م) إلى مزارعين نبلاء ذوي قوة عسكرية كبيرة.

### العصور القديمة والكلاسيكية
منذ بدء العصور الكلاسيكية القديمة واجهت الممالك العديد من أشكال الحكومات الجمهورية، حيث كانت القوة التنفيذية في أيدي عدد من القادة المنتخبين بطرق محددة بدلاً من الحكم الوراثي في العصور القديمة والكلاسيكية. خلال الفترة القديمة (750 ق.م - 500 ق.م) اختفت الممالك في كل مدن اليونان تقريبًا، وأيضاً في روما (والتي كانت في ذلك الحين مدينة تكاد لا تكون مهمة). وفي البداية بعد زوال الملكية، كانت المدن التي تشكل ولايات في اليونان غالباً ما تُدار بواسطة طبقة النبلاء (الأرستقراطيين)، وبعد ذلك انهارت قوتهم العسكرية والاقتصادية. لاحقاً، وفي كل مدن المستبدين اغتصبت القوة على مدى جيلين (حكم الطغاة، في القرن السابع وبصورة خاصة القرن السادس قبل الميلاد)، وبعد ذلك تدريجياً تشكلت حكومات يقودها الأثرياء (حكم الأقلية) أو مجالس من المواطنين الذكور (ديمقراطية) والتي برزت في اليونان القديم (بشكل رئيسي بعد فترة 500 ق.م). والديمقراطية الأثينية في القرن السادس وحتى سنة 322 ق.م هي أفضل مثال معروف عن الشكل الأخير، وكانت أسبرطة القديمة مدينة عسكرية مع مزيج ملحوظ بين الملكية (الحكم المزدوج) والأرستقراطية (مجلس الشيوخ - الغيروسيا) والديمقراطية (مجلس العموم - آبّيلا)، وقد امتلكت الجمهورية الرومانية (509-27 ق.م) دستوراً هو خليط بين الأوليغارشية والديمقراطية والأرستقراطية بصورة خاصة. ويبدو أن دول الحضارة الإتروسكية (التي نشأت خلال الفترة الفيلانوفية، نحو 900-700 ق.م) اتبعت نمطاً مماثلاً، مع الممالك الأصلية التي أُطيح بها واستُبدلت بجمهوريات تحكمها أوليغارشية في القرنين الرابع والخامس قبل الميلاد.(8:18)
كانت المدن المهيمنة في أثينا وأسبرطة ضعيفة بسبب حربها بين بعضها، خصوصاً خلال الحرب البيلوبونيسية (431-404ق.م) والتي انتصرت بها أسبرطة. انهزموا وحكمتهم طيبة لفترة (371-360ق.م)، وبعد ذلك انتهى دور أسبرطة. أخيراً، كانت اليونان بأكملها خاضعة للمملكة المقدونية في 338ق.م، وذلك وضع نهايةً لعصر الدول الحرة المستقلة ذاتياً، ونهاية الديمقراطية الأثينية كذلك في عام 322ق.م. في العصر الهيلنيستي اللاحق (334-30ق.م)، قاتل العديد من الديادوشيين (وريثي الإسكندر الأكبر) بعضهم بعضاً من أجل حكم مقدونيا، والتي حصل عليها بشكل نهائي الأنتيغونيون في سنة 277ق.م. وفي غضون ذلك، أقامت مدينة قرطاج الفينيقية والتي تقع اليوم في تونس -بالإضافة إلى تسوية مساحات كبيرة من شاطئ شمال إفريقيا- العديد من المستعمرات في صقلية وسردينيا وكورسيكا، وجزر البليار و جنوب إيبيريا. بدأت الإمبراطورية القرطاجية وفقاً للتراث المكتشف في عام 814ق.م. كمملكة، ولكن انتقلت في القرن الرابع إلى الحكم الجمهوري الذي حكم فيه القضاة («الشوفت»). أخيراً، غزت روما بالتدريج إيطاليا بأكملها (بالدرجة الأولى بعد سنة 350ق.م.) وهزمت قرطاج في الحروب البونيقية (264-146ق.م). وفي عام 168، كانت مقدونيا خاضعة للرومان، وقُسمت إلى أربع جمهوريات تابعة أضيفت إلى الرومان كمقاطعات في سنة 148 كما حدث في اليونان سنة 146، ما جعل منطقة روما تطوق كل المتعلمين في أوروبا. وأُضيفت بقية شبه الجزيرة الأيبيرية، والشاطئ الإيليري، وأخيراً بلاد الغال بواسطة الجنرال يوليوس قيصر إلى الجمهورية الرومانية، والتي كانت تتعرض لأزمة مؤسساتية. بعد هزيمة منافسه بومبيوس، عُين قيصر ديكتاتوراً ليستعيد النظام. تمكن من تأسيس سلالة حاكمة من هذه العملية، ولكنه قُتل على يد العصبة الجمهورية بقيادة بروتس في 44 ق.م.

### الإمبراطورية الرومانية وإرثها
انتصر ابن قيصر بالتبني أوكتافيان في الحرب الأهلية الناشئة، وحوّل الجمهورية الرومانية إلى إمبراطورية في عام 27 ق.م. واتخذ له اسم أغسطس مع لقب متواضع نوعاً ما برينسيبيس (مواطن أول)، كما لو كان مجرد (الأول بين المتساويين) عندما أسس في الحقيقة مملكة. وقد ازدادت قوة الإمبراطورية المحدودة (عهد الزعامة) في سنة 284 بواسطة ديوكلتيانوس إلى الحكم المطلق (عهد السيادة). عرفت الإمبراطورية العديد من الممالك التابعة للسلطان الإمبراطوري، أغلبها كانت في آسيا، ولكن السلطات الرومانية اعترفت أيضاً بالملوك القبليين التابعين في بريطانيا. غالبية الممالك البربرية التي تأسست في القرن الخامس (ممالك السويبيين، بورغندي، الوندال، الفرنجة، القوط الغربيين، القوط الشرقيين) اعترفت بالإمبراطورية الرومانية اسميًّا على الأقل، واستمرت الممالك الجرمانية في صك رسم الإمبراطورية الرومانية على العملات في القرن السادس. وكان هذا اشتقاقًا مستمدًا من سلطة وملكية الإمبراطورية الرومانية المسيحية التي هي جوهر المؤسسة الملكية في أوروبا خلال العصور الوسطى ومفهومها عن الحق الإلهي للملوك، ومكانة البابا في المسيحية اللاتينية، واستعادة الإمبراطورية الرومانية تحت سلطة شارلمان والمفهوم المستمد من الإمبراطورية الرومانية المقدسة في أوروبا الغربية والوسطى.

### أوروبا في العصور الوسطى
اشتقت الممالك الأوروبية في العصور الوسطى المسيحية ادعاءها من التنصير والحق الإلهي للملوك، تأثرت جزئياً بمفهوم الحكم الوراثي لدى الجرمانيين في العصور القديمة. كانت القوى العظمى في أوروبا خلال الحقبة الحديثة المبكرة نتيجة عملية تدريجية من تمركز السلطة التي حدثت على امتداد العصور الوسطى.
بدأت الفترة المبكرة من العصور الوسطى مع تجزؤ الإمبراطورية الرومانية الغربية السابقة إلى ممالك بربرية. في أوروبا الغربية، تطورت ممالك الفرنجة إلى الإمبراطورية الكارولنجية في القرن الثامن، وتوحدت ممالك الأنجلوساكسون ضمن إنجلترا في القرن العاشر، ومع تدهور الإمبراطورية الكارولينجية في القرن التاسع، يضع نظام الإقطاع الملوك على رأس الهرم في العلاقة بين اللوردات والتابعين، معتمداً على حكم البارونات المناطقي والمراكز الوسيطة من الكونت (أو الإيرل) والدوقات.
كان جوهر النظام المانورالي الأوروبي في العصور الوسطى العليا هو الأراضي من مملكة فرنسا، والإمبراطورية الرومانية المقدسة (ارتكزت على الممالك الاسمية في ألمانيا وإيطاليا) وممالك إنجلترا واسكتلندا.

### بدايات أوروبا المعاصرة
مع زيادة صعود دول القوميات والإصلاح البروتستانتي، سوغت نظرية الحق الإلهي سلطة الملوك المطلقة في المسائل السياسية والروحانية. سادت النظرية في إنجلترا تحت حكم جيمس الأول (1603-1625)، المعروف أيضاً بجيمس السادس في اسكتلندا (1567-1625). وروج لويس الرابع عشر في فرنسا (1643-1715) بقوة للنظرية.
كانت بواكير أوروبا المعاصرة تحت هيمنة الحروب الدينية، ولا سيما حرب الثلاثين عاماً. تطورت خلالها ممالك أوروبية إلى قوى عظمى مركزية تعززها إمبراطوريات استعمارية. كانت القوى الأوروبية الرئيسية خلال بواكير أوروبا المعاصرة هي كما يلي:
- مملكة فرنسا مع إمبراطوريتها الاستعمارية.
- الإمبراطورية البرتغالية في مملكة البرتغال (الاتحاد الشخصي مع إسبانيا 1580-1640)
- الإمبراطورية الإسبانية (إسبانيا هابسبورغ) (بعد إسبانيا بوربون عام 1700)
- الإمبراطورية البريطانية الخاصة باتحاد تيجان الإنكليز والإسكتلنديين (بعد مملكة بريطانيا العظمى عام 1707)
- الإمبراطورية الرومانية المقدسة كان يسيطر عليها تدريجيًّا من قبل ملكية هابسبورغ ومن قبل بروسيا
- روسيا القيصرية
- مملكة بولندا باسم الكومنولث البولندي الليتواني
- صعدت مملكة السويد إلى مرتبة القوى الكبرى بصفتها الإمبراطورية السويدية التي لم تعش طويلًا بسبب حرب الثلاثين عامًا
- مملكة الدنمارك-النرويج

أضحى آل هابسبورغ أكثر سلالة ملكية تأثيرًا في أوروبا القارية بحلول القرن السابع عشر، وكانوا مقسمين إلى فرع إسباني وآخر نمساوي

### أوروبا الحديثة
بدأ الظهور الحديث للبرلمانية ومعاداة الملكية بالإطاحة المؤقتة بالملكية الإنجليزية من قبل برلمان إنجلترا في عام 1649، تلتها الثورة الأمريكية (1775-1783) وخاصة الثورة الفرنسية (1789-1799). تحولت مملكة فرنسا الاستبدادية لأول مرة إلى ملكية دستورية (1791-1992)، قبل إلغائها بالكامل في 21 سبتمبر 1792، وفي النهاية أعدِم الملك السابق، مما تسبب في صدمة كبيرة للبلاطات الأوروبية الأخرى. خلال الحروب الثورية الفرنسية اللاحقة (1792-1799)، لم تتمكن الأنظمة الملكية الأوروبية العظيمة من استعادة النظام الملكي، وبدلًا من ذلك، وسعت وضمت الجمهورية الفرنسية الأولى الأراضي المجاورة، أو حولتها إلى جمهوريات شقيقة موالية. في هذه الأثناء، أعادت الوساطة الألمانية لعام 1803 ترتيب الهيكل السياسي للإمبراطورية الرومانية المقدسة، مع ضم العديد من الإمارات الصغيرة وجميع الأراضي الكنسية من قبل الممالك الأكبر. بعد أن استولى نابليون على السلطة، بنى تدريجيًا نظامًا إمبراطوريًا جديدًا في أوروبا التي تسيطر عليها فرنسا، وتوج نفسه أولًا إمبراطورًا للفرنسيين في عام 1804، ثم حوّل الجمهوريات الشقيقة إلى ممالك يحكمها أقاربه. في يوليو 1806 بسبب حملات نابليون، انفصل عدد أكبر من الدول في الجزء الغربي من ألمانيا عن الإمبراطورية الرومانية المقدسة، وهذا ما دفع الإمبراطور فرانتس الثاني في أغسطس 1806 لحل الإمبراطورية بأكملها، مما أنهى 1833 سنة من تاريخ الأباطرة الرومان في أوروبا.
بعد هزيمة نابليون في عامي 1814 و1815، قرر المؤتمر الرجعي في فيينا أن تتكون كل أوروبا من ممالك قوية (باستثناء سويسرا وعدد قليل من الجمهوريات غير المهمة). في فرنسا، استعادت سلالة بوربون العرش، واستبدلت بالنظام القديم ملكية يوليو الليبرالية في عام 1830، قبل أن يُلغى النظام الملكي بأكمله مرة أخرى خلال ثورات عام 1848. تمكن نابليون الثالث الشهير من إعلان نفسه إمبراطورًا في عام 1852، وثم أسس الإمبراطورية الفرنسية الثانية.
اندمجت مملكتا صقلية ونابولي (مملكة الصقليتين) في مملكة سردينيا لتشكيل مملكة إيطاليا في عام 1861. تنافست النمسا وبروسيا لتوحيد جميع الولايات الألمانية تحت رايتهما، وانتصرت بروسيا في عام 1866. نجحت في استفزاز نابليون الثالث لإعلان الحرب، فهزِمت فرنسا واندمجت ولايات جنوب ألمانيا في الإمبراطورية الألمانية في هذه العملية (1870-1871). من رماد الإمبراطورية الثانية انبعثت الجمهورية الفرنسية الثالثة، القوة الأوروبية الجمهورية العظمى الوحيدة حتى الحرب العالمية الأولى.
تميزت الكثير من سياسات القرن التاسع عشر بالانقسام بين الراديكالية المناهضة للملكية والمحافظة الملكية. ألغيت مملكة إسبانيا لفترة وجيزة في عام 1873، واستعيدت في 1874-1931، ومرة أخرى في عام 1975 (أو في عام 1947). ألغيت مملكة البرتغال في عام 1910. انتهت الإمبراطورية الروسية عام 1917، ومملكة بروسيا عام 1918. سقطت مملكة المجر تحت حكم هابسبورغ في عام 1867، وحُلت في عام 1918 (استعيدت 1920-1946). وبالمثل، حُلت مملكة بوهيميا تحت حكم هابسبورغ في عام 1918. غيرت الحروب النابليونية المشهد السياسي لأوروبا، وتشكل عدد من الممالك الحديثة في عودة ظهور الملكية بعد تفكك الإمبراطورية الرومانية المقدسة وهزيمة الإمبراطورية الفرنسية:
- الإمبراطورية النمساوية والإمبراطورية النمساوية المجرية (1804-1918).
- مملكة فورتمبيرغ (1805-1918).
- مملكة بافاريا (1805-1918).
- مملكة ساكسونيا (1806-1918).
- مملكة الصقليتين (1808-1861).
- مملكة هولندا (1813/1815 وحتى الآن).
- دستور مستقل لمملكة النرويج (1814 وحتى الآن).
- مملكة فرنسا (استعراش آل بوربون) (1814-1830)، تلتها ملكية يوليو (مملكة فرنسا) (1830-1848).
- مملكة هانوفر (1814-1866).
- مملكة بولندا (1815-1874).
- مملكة بلجيكا (1830 وحتى الآن).
- مملكة اليونان (1832-1924 و1935-1973).
- الإمبراطورية الفرنسية الثانية (1852-1870).
- استمرت إمارة الجبل الأسود (1852-1910) كمملكة الجبل الأسود (1910-1918).
- مملكة إيطاليا (1861-1946).
- استمرت إمارة رومانيا (1862-1881) كمملكة رومانيا (1882-1947).
- الإمبراطورية الألمانية (1871-1918).
- استمرت إمارة بلغاريا (1878-1908) كمملكة بلغاريا (1908-1946).
- استمرت إمارة صربيا (1815-1882) كمملكة صربيا (1882-1918).
- إمارة ألبانيا (1914-1925).

أبطلت العديد من الدول النظام الملكي في القرن العشرين وأصبحت جمهوريات، خاصة في أعقاب الحرب العالمية الأولى أو الحرب العالمية الثانية.

#### الممالك الجديدة
ظهرت بعض الملكيات الجديدة لفترة وجيزة في السنوات الأخيرة من الحرب العالمية الأولى:
- مملكة فنلندا (1918-1919).
- مملكة ليتوانيا (1918).
- مملكة بولندا (1917-1918).
- الدولة الأوكرانية (هتمانات) (1918).
- دوقية البلطيق المتحدة (1918).

الأنظمة الملكية التي تأسست أو أعيد تأسيسها خلال فترة ما بين الحربين كانت:
- مملكة آيسلندا (1918-1944).
- مملكة يوغوسلافيا (1918-1945).
- مملكة المجر (1920-1946).
- الدولة الأيرلندية الحرة (1922-1937).
- مملكة ألبانيا (1928-1944).
- دولة مدينة الفاتيكان التي يحكمها الكرسي الرسولي (1929 وحتى الآن).
- مملكة اليونان (1935–1973).

الأنظمة الملكية التي تأسست أو أعيد تأسيسها منذ عام 1940 وما بعده:
- مملكة كرواتيا (1941-1943).
- مملكة مالطا (دولة مالطا) (1964-1974).

## الممالك الحالية

### الأوصاف

#### أندورا
كانت أندورا إمارة مشتركة منذ التوقيع على معاهدة التقسيم المتساوي في عام 1278، عندما وافق كونت فوا وأسقف لا سو دورجيل على تقاسم السيادة على الدولة غير الساحلية. ضم تاج أراغون الإمارة لفترة وجيزة في عام 1396 ومرة أخرى في 1512-1513. كانت إيزابيلا، كونتيسة فوا (1398-1413)، أول أميرة تحكم أندورا. بعد تمرير لقب كونت فوا إلى ملوك نافارا، وبعد أن أصبح (هنري نافارا) هنري الرابع ملك فرنسا، صدر مرسوم في عام 1607 ينص على أن رئيس الدولة الفرنسي هو الخلف القانوني للكونت فوا بحسب معاهدة التقسيم المتساوي. ضمت الإمبراطورية الفرنسية الأولى أندورا لفترة وجيزة للمرة الثالثة مع كاتالونيا في 1812-1813. بعد زوال الإمبراطورية، استقلت أندورا مرة أخرى. الملوك المشتركون الحاليون هم الأسقف خوان إنريك فايفس سيسيليا والرئيس الفرنسي إيمانويل ماكرون.

#### بلجيكا
بقيت بلجيكا مملكة منذ 21 يوليو 1831 دون انقطاع، بعد أن أصبحت مستقلة عن المملكة المتحدة لهولندا مع ليوبولد الأول كأول ملك لها. أما في استفتاء أجري في 12 مارس 1950، صوت 57.68 في المئة من البلجيكيين لصالح السماح لليوبولد الثالث، الذي كان سلوكه خلال الحرب العالمية الثانية مشكوكًا فيه واتهِم بالخيانة، بالعودة إلى العرش، لكن بسبب الاضطرابات المدنية، اختار التنازل عن العرش لصالح ابنه بودوان في 16 يوليو 1951. الملك الحالي هو فيليب.

#### الدنمارك
في الدنمارك: يعود النظام الملكي إلى الملوك الأسطوريين قبل القرن العاشر والملكية الدنماركية هي الأقدم في أوروبا (حيث كان أول ملك تاريخي موثق هو أُنجندس نحو عام 710). حاليًا، يؤيد نحو 80 في المئة الحفاظ على الملكية. الملكة الحالية مارغريت الثانية. يشمل النظام الملكي الدنماركي أيضًا جزر فارو وجرينلاند وهي أجزاء من مملكة الدنمارك ذات حكم داخلي ذاتي. بسبب هذا الوضع، ليس للملك لقب منفصل لهذه المناطق. عند توليها العرش في عام 1972، امتنعت مارغريت الثانية، الملكة الحالية، عن استخدام الألقاب الإضافية المرتبطة تاريخيًا بالملوك الدنماركيين لأكثر من 750 عامًا، ونصبت نفسها ببساطة ملكة الدنمارك.

#### لوكسمبورغ
لوكسمبورغ دوقية كبرى مستقلة منذ 9 يونيو 1815. في الأصل، كانت لوكسمبورغ في اتحاد شخصي مع المملكة المتحدة لهولندا ومملكة هولندا منذ 16 مارس 1815 وحتى 23 نوفمبر 1890. في حين خلفت فيلهلمينا فيليم الثالث في هولندا، لم يكن ذلك ممكنًا في لوكسمبورغ نظرًا لأن ترتيب الخلافة كان قائمًا على القانون السالي في ذلك الوقت، وبدلًا منها خلفه أدولف. في استفتاء أجري في 28 سبتمبر 1919، صوت 80.34 في المئة لصالح الحفاظ على النظام الملكي. الملك الحالي هو هنري.

## رؤساء الممالك الحاليون

ممالك أوروبا
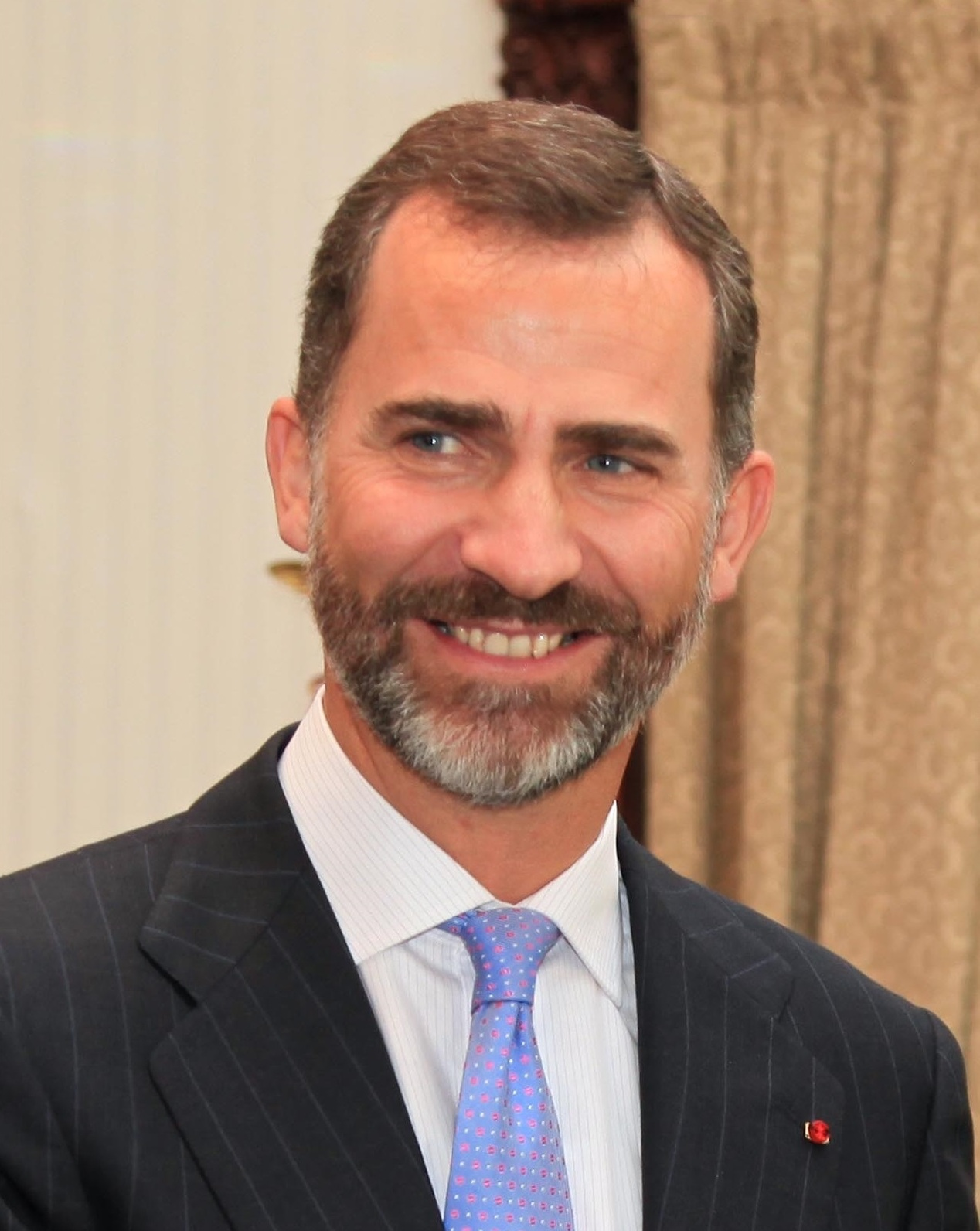
فيليب السادس ملك إسبانيا
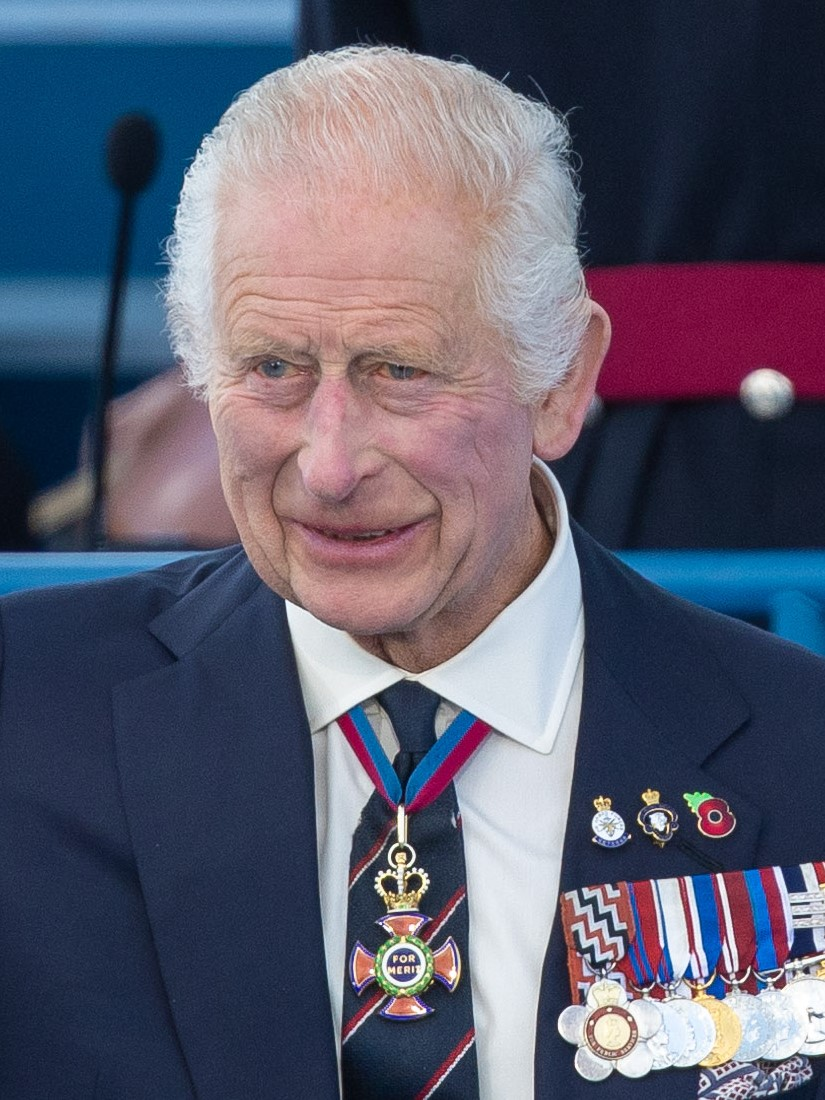
تشارلز الثالث ملك المملكة المتحدة
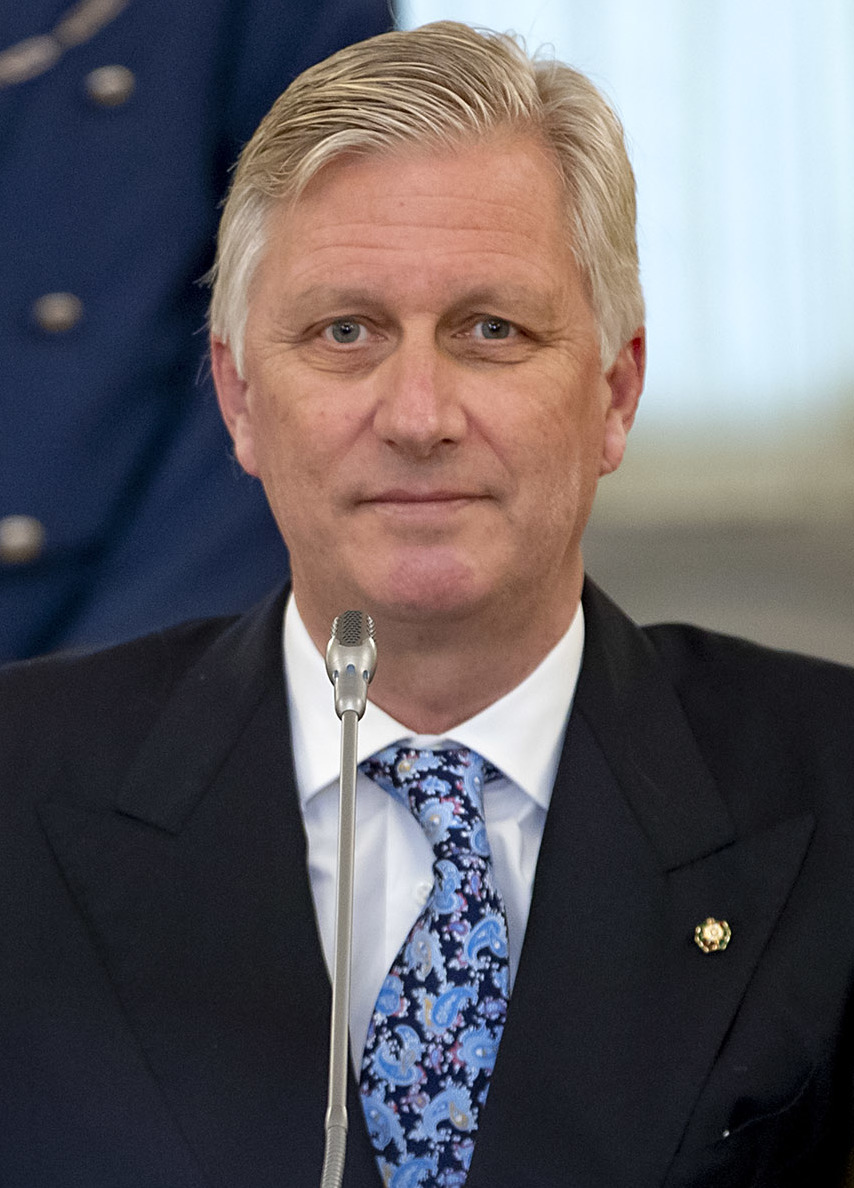
فيليب ملك بلجيكا
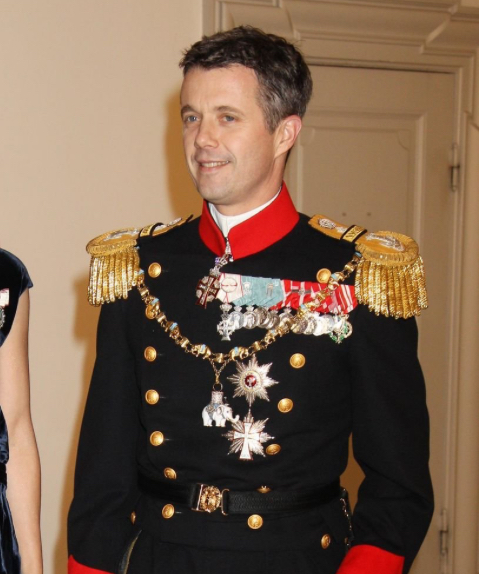
فريدريك العاشر ملك الدنمارك
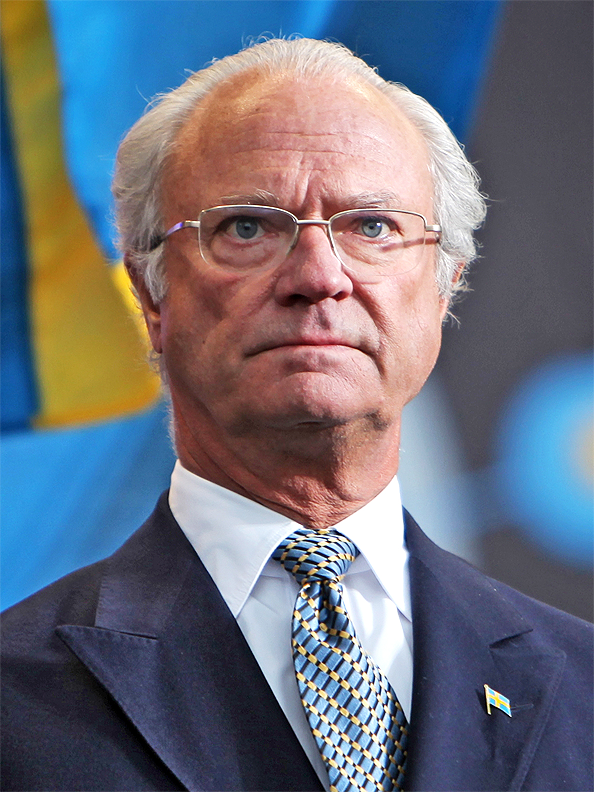
كارل السادس عشر غوستاف ملك السويد
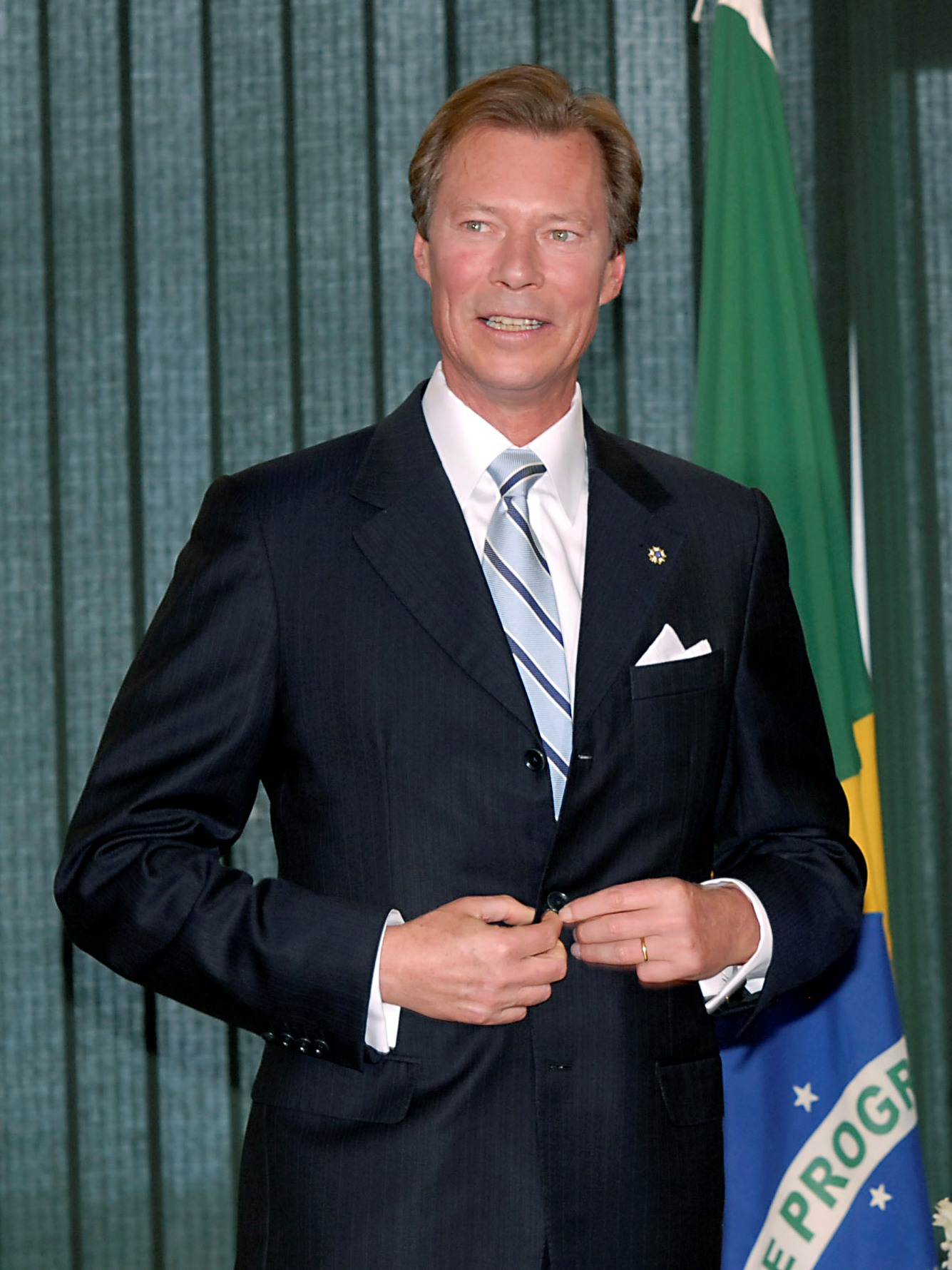
هنري دوق لوكسمبورغ الأكبر
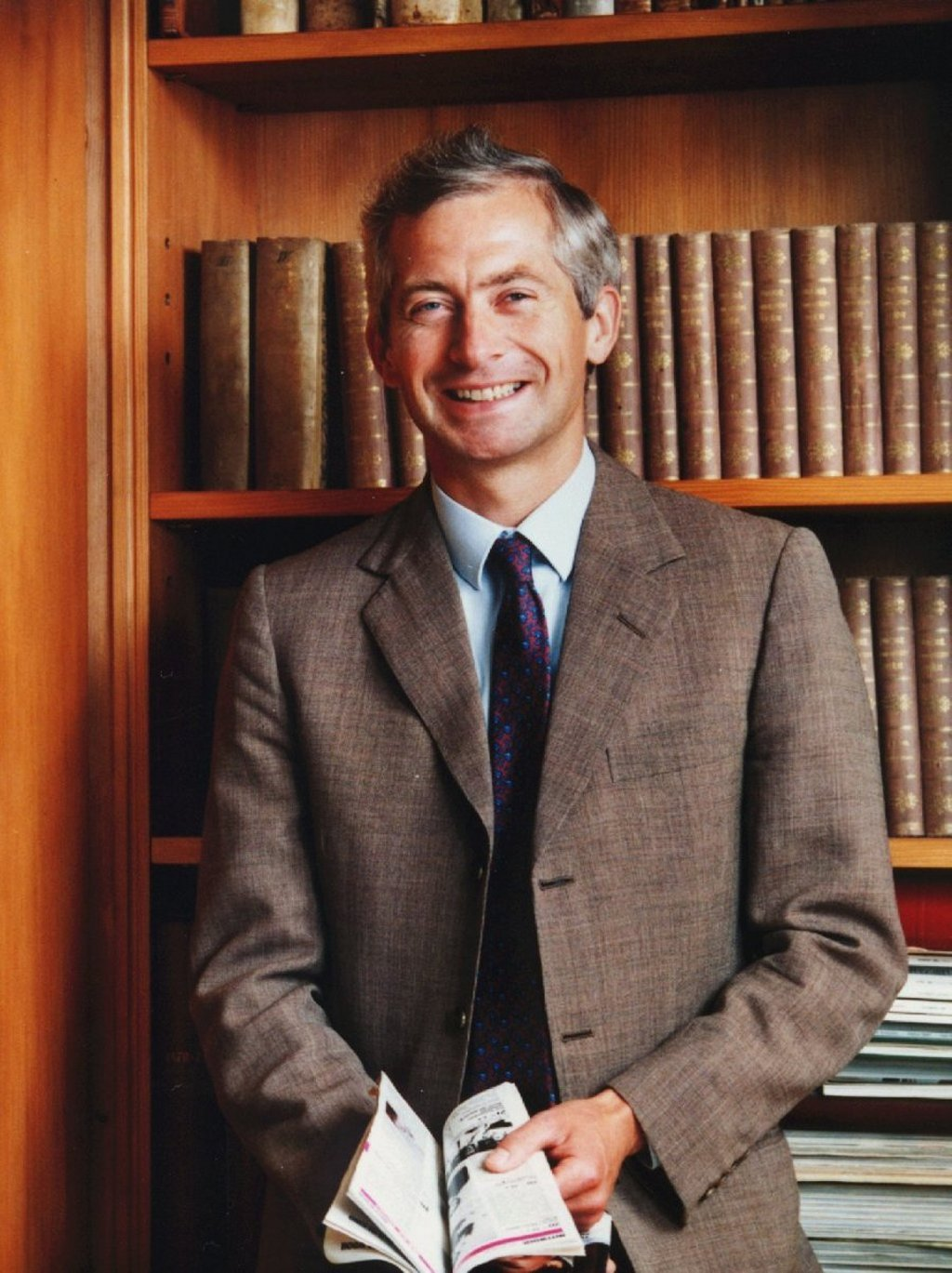
هانز آدم الثاني أمير ليختنشتاين
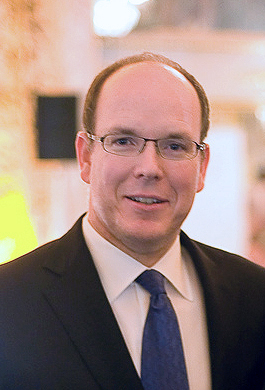
ألبير الثاني أمير موناكو
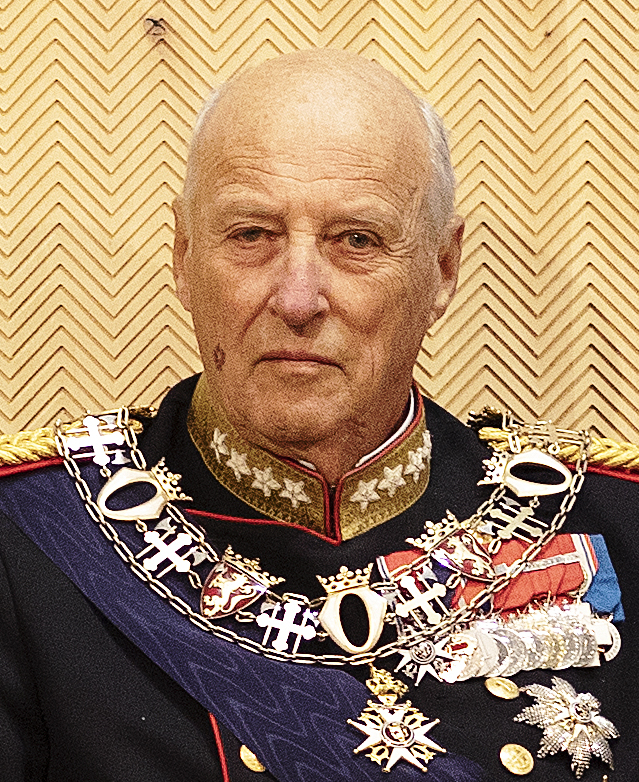
هارلد الخامس ملك النرويج
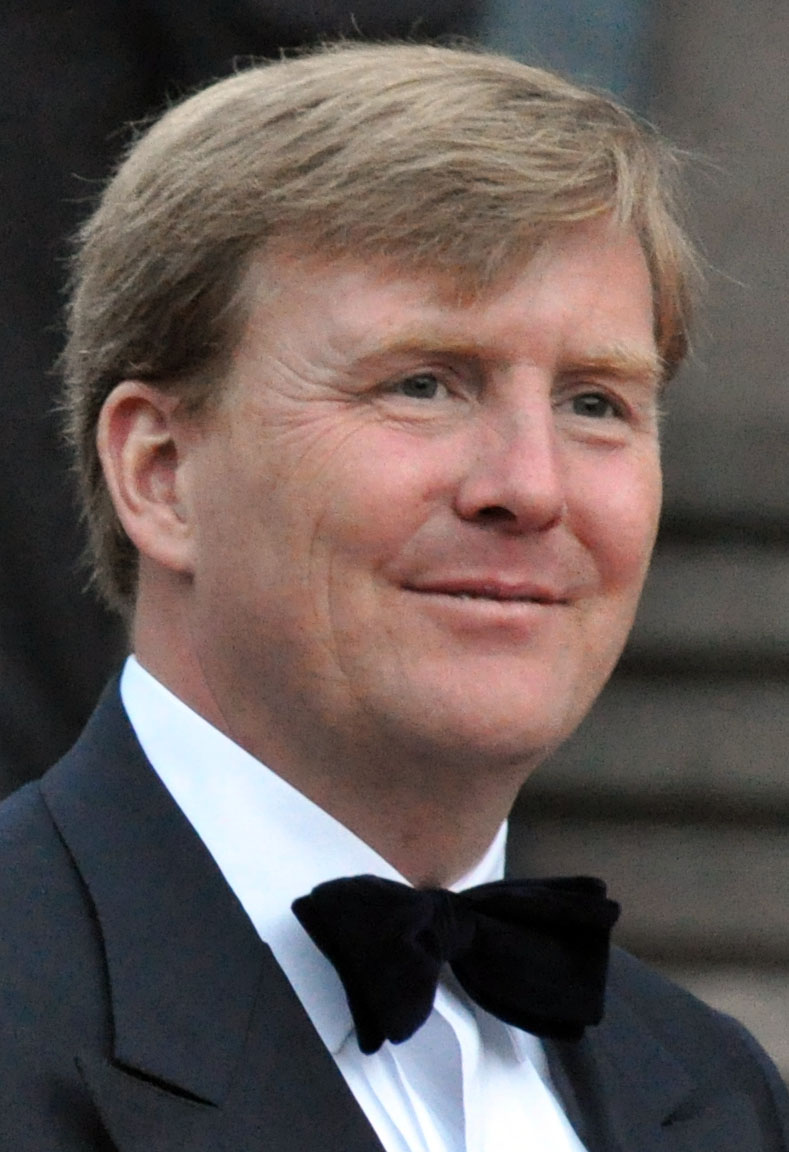
فيليم ألكساندر ملك هولندا
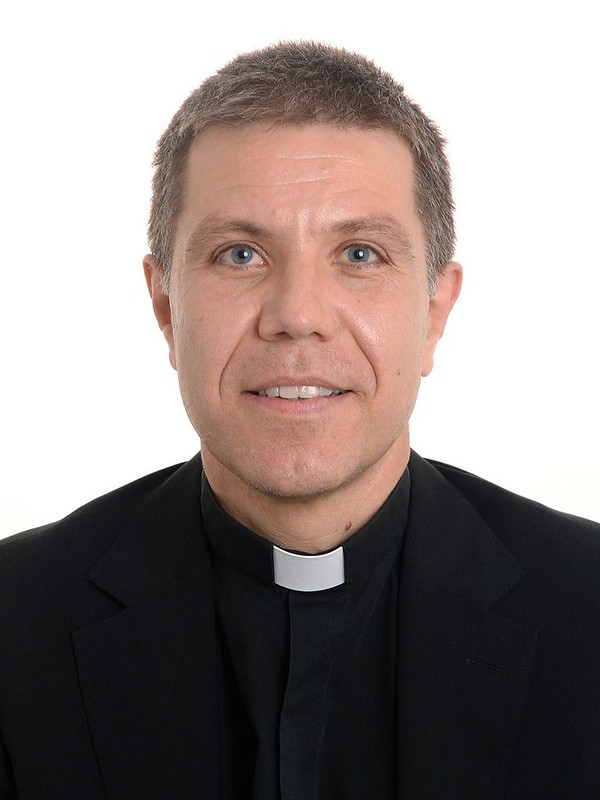
جوزيب لويس سيرانو بينتينات أمير أندورا المناصف